# Nidda (rzeka)
Nidda – rzeka w Hesji długości 98 km. Uchodzi do Menu w dzielnicy Frankfurtu nad Menem o nazwie Höchst. Nidda przepływa przez takie miasta jak Nidda, Niddatal, Karben oraz Bad Vilbel.